# Motocyklowe Grand Prix Stanów Zjednoczonych 2010
Motocyklowe Grand Prix Stanów Zjednoczonych 2010 – dziewiąta eliminacja Motocyklowych Mistrzostw Świata, rozegrana 23 - 25 lipca 2010 na torze Laguna Seca w Monterey.

## Opis weekendu Grand Prix

### Wyniki MotoGP[2]
| Legenda oznaczeń w tabelach wyników Wyświetl szablon na nowej stronie | Legenda oznaczeń w tabelach wyników Wyświetl szablon na nowej stronie                                                                     |
| Oznaczenie                                                            | Wyjaśnienie |
| --------------------------------------------------------------------- | --- |
| Złoty                                                                 | Zwycięzca lub mistrzostwo |
| Srebrny                                                               | 2. miejsce lub wicemistrzostwo |
| Brązowy                                                               | 3. miejsce lub II wicemistrzostwo |
| Zielony                                                               | Ukończył, punktował (w klasyfikacji generalnej, gdy zdobył co najmniej jeden punkt na przestrzeni sezonu, poza trzema powyższymi opcjami) |
| Niebieski                                                             | Ukończył, nie punktował (w klasyfikacji generalnej, gdy nie zdobył co najmniej jednego punktu na przestrzeni sezonu)                      |
| Czerwony                                                              | Nie zakwalifikował się (NZ) |
| Czerwony                                                              | Nie prekwalifikował się (NPK) |
| Różowy                                                                | Nie ukończył (NU) |
| Różowy                                                                | Niesklasyfikowany (NS) (w klasyfikacji generalnej, gdy nie został sklasyfikowany w żadnym wyścigu sezonu)                                 |
| Czarny                                                                | Zdyskwalifikowany (DK) |
| Czarny                                                                | Wykluczony (WYK/EX) |
| Biały                                                                 | Nie wystartował (NW) |
| Biały                                                                 | Kontuzjowany (K/INJ) |
| Biały                                                                 | Wyścig odwołany (OD/C) |
| Bez koloru                                                            | Został wycofany (WYC/WD) |
| Bez koloru                                                            | Nie przybył (NP/DNA) |
| Bez koloru                                                            | Nie brał udziału w treningach (NT/DNP) |
| Bez koloru                                                            | Nie został zgłoszony (–) |
| Pogrubienie                                                           | Start z pole position |
| Kursywa                                                               | Najszybsze okrążenie wyścigu |
| †                                                                     | Nie ukończył, ale jego rezultat został zaliczony ze względu na przejechanie więcej niż 90% dystansu wyścigu.                              |
| *                                                                     | Sezon w trakcie |
| 1/2/3                                                                 | Punktowana pozycja w sprincie kwalifikacyjnym                                                                                             |
| Lista systemów punktacji Formuły 1                                    | |

#### Wyścig[3]
| Pozycja | Nr | Motocyklista     | Motocykl | Okr. | Czas / Strata | Start | Punkty |
| ------- | -- | ---------------- | -------- | ---- | ------------- | ----- | ------ |
| 1       | 99 | Jorge Lorenzo    | Yamaha   | 32   | 43:54,873     | 1     | 25     |
| 2       | 27 | Casey Stoner     | Ducati   | 32   | +3,517        | 2     | 20     |
| 3       | 46 | Valentino Rossi  | Yamaha   | 32   | +13,420       | 6     | 16     |
| 4       | 4  | Andrea Dovizioso | Honda    | 32   | +14,188       | 3     | 13     |
| 5       | 69 | Nicky Hayden     | Ducati   | 32   | +14,601       | 7     | 11     |
| 6       | 11 | Ben Spies        | Yamaha   | 32   | +19,037       | 5     | 10     |
| 7       | 5  | Colin Edwards    | Yamaha   | 32   | +40,721       | 8     | 9      |
| 8       | 33 | Marco Melandri   | Honda    | 32   | +47,219       | 11    | 8      |
| 9       | 36 | Mika Kallio      | Ducati   | 32   | +52,813       | 15    | 7      |
| 10      | 65 | Loris Capirossi  | Suzuki   | 32   | +52,814       | 12    | 6      |
| 11      | 95 | Roger Lee Hayden | Honda    | 32   | +1:14,089     | 17    | 5      |
| 12      | 15 | Alex de Angelis  | Honda    | 32   | +1:14,666     | 16    | 4      |
| NS      | 41 | Aleix Espargaró  | Ducati   | 28   | wypadek       | 13    |        |
| NS      | 58 | Marco Simoncelli | Honda    | 18   | wypadek       | 9     |        |
| NS      | 26 | Dani Pedrosa     | Honda    | 11   | wypadek       | 4     |        |
| NS      | 40 | Héctor Barberá   | Ducati   | 3    | wycofał się   | 10    |        |
| NS      | 19 | Álvaro Bautista  | Suzuki   | 2    | wypadek       | 14    |        |

#### Najszybsze okrążenie[4]
| Nr | Motocyklista | Konstruktor | Czas     |
| -- | ------------ | ----------- | -------- |
| 27 | Casey Stoner | Ducati      | 1:21,376 |